# Rebecca Allison
Rebecca Anne „Becky“ Allison (21. prosince 1946 Greenwood, Mississippi – 11. září 2024) byla americká kardioložka a transgenderová aktivistka. Působila jako předsedkyně Gay a lesbické lékařské asociace (Gay and Lesbian Medical Association, GLMA) a jako předsedkyně poradního výboru Americké lékařské asociace (American Medical Association, AMA) pro otázky leseb, gayů, bisexuálů a trans lidí.

## Mládí a tranzice
Rebecca Allison se narodila v Greenwoodu ve státě Mississippi Errolu Wardovi Atkinsonovi a Mabel Blackwellové Atkinsonové.
Svoji odlišnost pociťovala už od raného mládí, ale kvůli nedostatku veřejně dostupných informací o transgenderu se s prvními odbornými texty setkala až na univerzitě. Pro tranzici se však rozhodla až v roce 1992, po dvaceti letech manželství. V roce 1993 začala s hormonální substituční terapií a v roce 1994 podstoupila chirurgickou úpravu pohlaví.

## Kariéra
Allison v roce 1971 s vyznamenáním absolvovala studium na Lékařské fakultě Mississippské univerzity (University of Mississippi School of Medicine). Po praxi v primární péči (vnitřním lékařství) se v roce 1985 vrátila do školy (University of Mississippi Medical Center Jackson), aby vystudovala kardiologii, a od roku 1987 v tomto oboru pracovala. Později se přestěhovala do Phoenixu v Arizoně a začala pracovat u společnosti CIGNA. Od roku 1998 do roku 2012, kdy nastoupila do soukromé praxe, zde působila jako primářka kardiologického oddělení.

## Aktivismus
V roce 1998 vytvořila Allison stránky drbecky.com, zaměřené na lékařské, právní a duchovní potřeby transgenderových osob. Stránky obsahovaly souhrn zákonů pro legální změnu pohlaví, brožuru o operaci feminizace obličeje od Douglase Ousterhouta, kritiku kontroverzní knihy Muž, který by chtěl být královnou od J. Michaela Baileyho z roku 2003 a také sekci o spiritualitě. Její webové stránky byly často citovány v pokynech pro zdravotní péči zaměřené na LGBT komunitu.
Kromě GLMA byla předsedkyní poradního výboru Americké lékařské asociace pro LGBT otázky a pomáhala při přijetí rezoluce AMA č. 22 „Odstranění finančních překážek v péči o transgenderové pacienty“. Byla také aktivní v organizaci Soulforce a se svou partnerkou Margaux Schafferovou ve Phoenixu každoročně organizovala Den památky obětí transfobie.
V roce 2012 obdržela cenu Individual Equality Award organizace Human Rights Campaign.

## Závěr života
Rebecca Allison zemřela po dlouhé nemoci 11. září 2024.

## Vybrané publikace
- Allison RA (2007). Transsexualism. In Fink G (ed.) Encyclopedia of Stress (2nd Edition). Elsevier, ISBN 978-0-12-088503-9
- Allison RA (2007). Transsexualism. In Pfaff D, Arnold A, Etgen A, Fahrbach S, Rubin R (eds.) Hormones, Brain, and Behavior (2nd Edition). Elsevier, ISBN 978-0-12-532104-4